# Prioro
Prioro ist eine Gemeinde mit 349 Einwohnern (Stand: 2024) im nordwestlichen Zentral-Spanien in der Provinz León in der Autonomen Gemeinschaft Kastilien-León. Prioro besteht neben dem gleichnamigen Hauptort Prioro aus dem Ortsteil Tejerina.

## Geografie
Prioro liegt etwa 58 Kilometer nordöstlich von León in einer Höhe von ca. 1120 m. Hier entspringt der Cea.

## Bevölkerungsentwicklung
| Jahr        | 1900 | 1950 | 1970 | 1981 | 1991 | 2001 | 2011 | 2021 |
| ----------- | ---- | ---- | ---- | ---- | ---- | ---- | ---- | ---- |
| Einwohner   | 1124 | 1371 | 937  | 668  | 574  | 441  | 407  | 338  |
| Quelle: INE |      |      |      |      |      |      |      |      |

## Sehenswürdigkeiten
- Jakobuskirche in Prioro
- Christuskapelle
- Marienkapelle

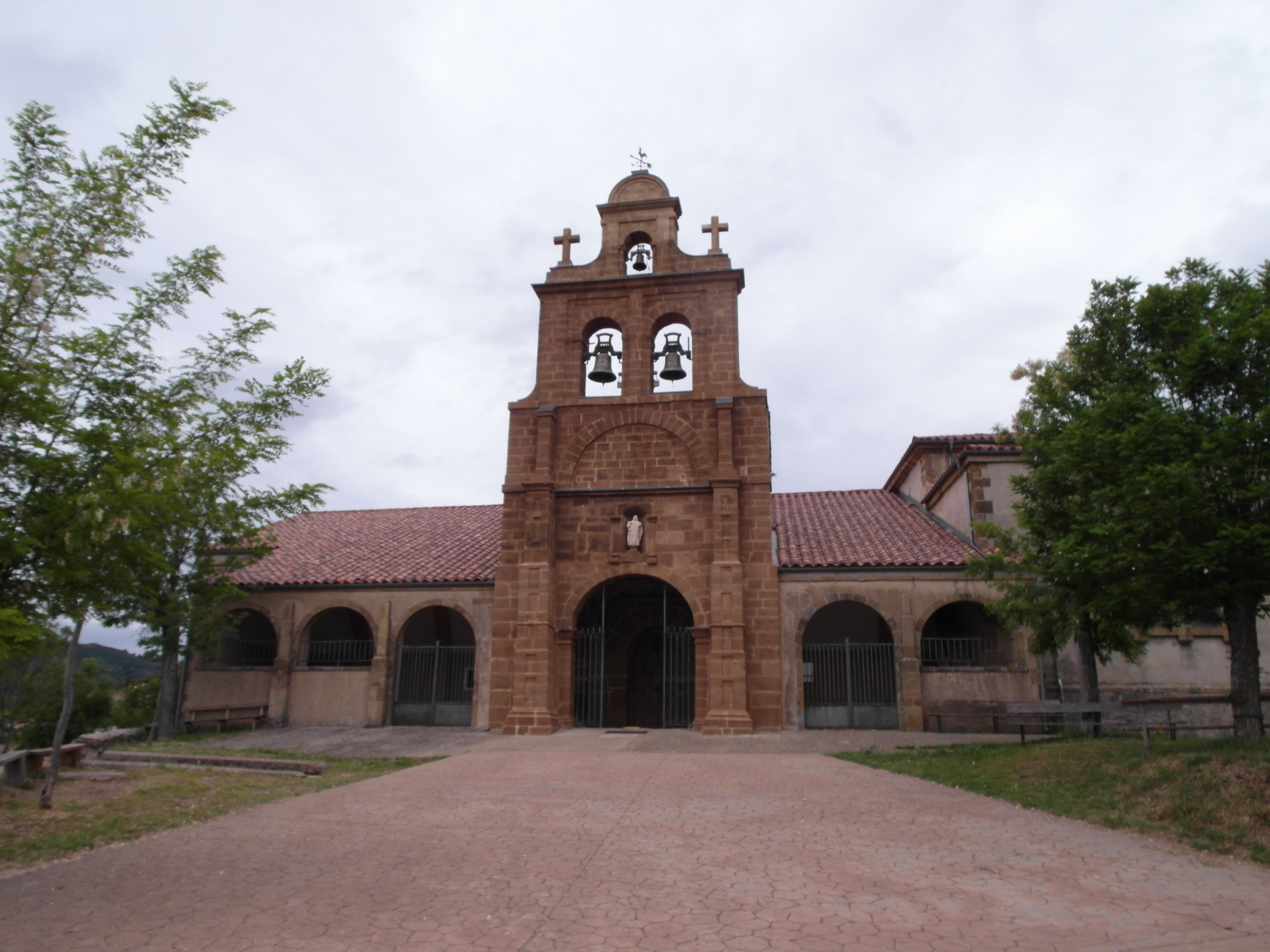
Jakobuskirche